# IDEF
IDEF stand ursprünglich für ICAM Definition und ist eine Gruppe von Modellierungssprachen, die Anfang der 1980er Jahre veröffentlicht wurden. Mittlerweile wird IDEF gewöhnlich als Integrated Definition ausgeschrieben. Die IDEF-Sprachen wurden im ICAM-Projekt der US-Luftwaffe entwickelt. Da diese Sprachen einerseits amerikanischer Behördenstandard und andererseits offen (d. h. frei verwendbar und neutral und damit herstellerunabhängig) sind, wurden sie binnen kurzer Zeit von CASE-Tools unterstützt.

## Eine Auswahl der IDEF-Methoden
- IDEF0 ist eine Methode, um System- oder Unternehmens-Entscheidungen und -Handlungen zu modellieren und geht zurück auf die Structured Analysis and Design Technique.
- IDEF1 ist eine Methode für die Analyse und Modellierung von Anforderungen.
  - Von besonderer Bedeutung ist heute noch IDEF1X, eine Festlegung für die Datenmodellierung.
- IDEF2 ist eine Methode, um Simulationsmodelle zu entwerfen und Systemdynamik abzubilden.
- IDEF3 ist eine Methode, um Prozesse zu erfassen und zu modellieren.
- IDEF4 ist eine Methode für objektorientierte Analyse und Design.
- IDEF5 ist eine Methode um Ontologien aufzubauen.